# SOLUTION E.P.
『SOLUTION E.P.』は、cinema staffの通算6枚目、メジャー5枚目のシングル。2015年12月16日に、ポニーキャニオンからリリースされた。

## 概要
前作「WAYPOINT E.P.」から僅か一ヶ月半後のリリースである。
リードトラック「切り札」は、テレビアニメ『遊☆戯☆王ARC-V』オープニングテーマである。
10月リリースのWAYPOINT E.P.の「YOUR SONG」同様、アレンジャーに江口亮を招いて制作された作品。
初回限定版には「切り札」「deadman」のミュージック・ビデオと同年10月に行われたイベント『OOPARTS 2015』のライブ映像、ドキュメント映像を収録したDVDが付属している。
また、今作の発売を記念したライブイベントが東京・大阪の２会場で行われた。

## 収録曲
1. 切り札 [3:32]
  - 作詞：三島想平、作曲：cinema staff、編曲：cinema staff / 江口亮
  - テレビアニメ『遊☆戯☆王ARC-V』オープニングテーマ
2. deadman [3:48]
  - 作詞：三島想平、作曲：cinema staff、編曲：cinema staff
  - 4thアルバム「blueprint」の収録候補曲でもあった。仮タイトルは『血の器』。
3. wildcard2 [3:33]
  - 作詞：三島想平、作曲：cinema staff、編曲：cinema staff
  - 2014年にリリースされた「残響record Compilation vol.4」に収録された「wildcard」のリアレンジ

### DVD
1. 切り札(Music video)
2. deadman(Music video)
3. OOPARTS 2015@2015.10.03 CLUB G
4. Making Of Photo Shooting
5. Making Of 「切り札」Music Video
6. Making Of 「deadman」Recording